# یانوو (گمینا بدلنو)
یانوو (به لاتین: Janów) یک روستا در لهستان است که در گمینا بدلنو واقع شده‌است.